# 人工括約筋
人工括約筋（じんこうかつやくきん）はストーマの排便をコントロールする新しい人工臓器である。

## 概要
大腸癌の手術の後、肛門を温存できなかった場合、腹壁にストーマが増設され、便が排出されることになる。袋を貼り付けて便を受けるシステムになるが、患者の負担が大きい。
そこで肛門括約筋の代用として、腹壁のストーマの排便をコントロールする「人工括約筋」が東北大学などから提案されている。経皮エネルギー伝送システムとの組み合わせで、患者が自分で排便をコントロールすることが出来る。患者が、トイレに入り、ポケットなどに入れた経皮エネルギー伝送システムのコイルを体外から当てると、体内の誘導電流で括約筋の開閉のコントロールを行うことが出来る。現在動物実験が進められている。この他、シリコンオイルをモーターで輸送し、括約筋を開閉する別なメカニズムが過去に試みられたこともあったが、システムが複雑で普及するに至らなかった。そこで形状記憶合金の応用のようなシステムの簡便化による普及が待たれる。
なお、尿失禁に対する人工括約筋はすでに人工尿道括約筋として商品化されており、日本においても手術は可能である。